# Marta Lamas
Marta Lamas Encabo (Cidade do México, 1947) é uma antropóloga mexicana, professora de ciência política na Universidade Nacional Autônoma do México (UNAM) e professora do Instituto Tecnológico Autónomo de México (ITAM). Ela é uma das principais feministas do México e escreveu muitos livros destinados a reduzir a discriminação, abrindo o discurso público sobre feminismo, gênero, prostituição e aborto. Desde 1990, Lamas edita um dos mais importantes periódicos feministas da América Latina, o Debate Feminista. Em 2005, foi indicada ao Prêmio Nobel da Paz.

## Primeiros anos
Marta Lamas nasceu em 1947 na Cidade do México, sendo filha de pais argentinos. Ela estudou etnologia na Escuela Nacional de Antropología e Historia (Escola Nacional de Antropologia e História) e depois completou um mestrado em antropologia na Universidade Nacional Autônoma do México.

## Trabalho no jornalismo
Em 1976, fundou uma revista feminista, Fem, e em 1987, co-fundou o primeiro suplemento de jornal feminista no México para o periódico La Jornada: Doble Jornada. Em 1990, fundou o Debate Feminista, publicação destinada a conectar a teoria feminista acadêmica com as práticas de ativistas do movimento de mulheres. A publicação é um trampolim para discutir ideias dentro do movimento e avaliar como elas podem ser trazidas ao público. O Debate tornou-se um dos periódicos mais importantes da América Latina, pois também publica artigos masculinos. Foi membro fundadora de La Jornada e é colunista colaboradora da revista Proceso e do jornal espanhol El País, além de atuar como editora dos jornais El Processo e Diario Monitor.
Lamas escreveu vários livros e é uma escritora feminista prolífica.

## Ativista
Em 1990, ela fundou a Sociedad Mexicana Pro Derechos de la Mujer (Semillas), que é uma organização na qual mulheres mais privilegiadas podem investir em mulheres que têm menos oportunidades. O grupo patrocina cooperativas e microempresas e oferece centros de apoio e grupos de trabalho que abordam os problemas enfrentados pelas mulheres, incluindo questões de direitos humanos. A organização se expandiu para ter capítulos em 24 dos 31 estados mexicanos.
Em 1992, Lamas co-fundou o Grupo de Información en Reproducción Elegida (GIRE) (Grupo de Informação sobre Escolha Reprodutiva) para "divulgar informações sobre aborto e direitos da saúde sexual e reprodutiva a partir das perspectivas bioéticas, sociais e legais para os legisladores e a imprensa". Um dos objetivos do grupo era mudar a discussão entre a favor ou contra o aborto e focar em quem deveria decidir. Lamas indicou que esta foi uma mudança crucial no progresso do debate sobre o aborto no México.
Após 38 anos de trabalho do movimento feminista, impulsionada pela Sra. Lamas, em 2007 a Suprema Corte de Justiça da Nação descriminalizou na Cidade do México os abortos que ocorrem até 12 semanas de gestação. Os advogados do GIRE auxiliaram na elaboração da legislação e na coordenação da defesa da lei quando os processos alegavam sua inconstitucionalidade. Marta Lamas testemunhou durante o julgamento do Supremo Tribunal.

## Educadora
Lamas é professora de ciência política na Universidade Nacional Autônoma do México (UNAM) e conferencista no Instituto Tecnológico Autónomo de México (ITAM).
Em 2000 fundou o Instituto de Liderazgo Simone de Beauvoir (Instituto de Liderança Simone de Beauvoir), como uma organização feminista da sociedade civil com o objetivo de formar lideranças sociais. Sua missão declarada é “contribuir para a construção de uma sociedade democrática de direitos e liberdades, por meio do conhecimento, da inovação e da formação de lideranças com compromisso social e perspectiva de gênero e interculturalidade”.

## Obras publicadas

### Livros
- com Saal, Frida (co-autor). La Bella (in)diferencia (A bela (In)diferença), 1991 (em espanhol).
- Para entender el concepto de gênero (Compreendendo o conceito de gênero), 1998 (em espanhol).
- Cidadania e feminismo (Cidadania e Feminismo), 1999 (em português).
- Diversidad cultural y tolerância (Diversidade Cultural e Tolerância), 2000 (em espanhol).
- De la identidad a la ciudadanía (A identidade da cidadania), 2000 (em espanhol).
- Ciudadanía y feminismo: compilación de ensayos aparecidos en "Debate feminista" (Cidadania e Feminismo: compilação de ensaios que apareceram em "Debate Feminista"), 2001 (em espanhol).
- Política e reprodução: aborto: la frontera del derecho a decidir (Política e Reprodução: Aborto: A Fronteira do Direito de Escolher), 2001 (em espanhol).
- Cuerpo: diferencia sexual y gênero (Corpo: Diferença Sexual e Gênero), 2002 (em espanhol).
- El género la construcción cultural de la diferencia sexual (A construção cultural do gênero da diferença sexual), 2003 (em espanhol).
- Feminismo: transmisiones y retransmisiones (Feminismo: Transmissões e Retransmissões), 2006 (em espanhol).
- Nuevos horizontes de la interrupción legal del embarazo (Novos Horizontes da Interrupção Jurídica da Gravidez), 2005 (em espanhol).
- Feminismo (Feminismo), 2007 (em espanhol).
- Miradas feministas sobre las mexicanas del siglo XX (Perspectivas feministas sobre os mexicanos do século XX), 2007 (em espanhol).
- Feminismo: Transmissões e Retransmissões, 2011 (em inglês).
- Cuerpo, sexo y política (Corpo, sexo e política), 2014 (em espanhol).

### Artigos acadêmicos
- “Las dificultades de la diversidad.” Mujeres en Accion (Santiago de Chile) No. 15, (março de 1989):  pp 30–31 (em espanhol). Database: WorldCat
- Lamas, Marta (1990). «Editorial». Debate Feminista (em espanhol). 1: 1–5. JSTOR 42623879
- Lamas, Marta (1990). «Lo que no se tiene». Debate Feminista (em espanhol). 1: 230–235. JSTOR 42623906. doi:10.22201/cieg.01889478p.1990.1.1884
- Lamas, Marta (1990). «Editorial». Debate Feminista (em espanhol). 2: v–x. JSTOR 42625293
- Lamas, Marta (1993). «El fulgor de la noche: algunos aspectos de la prostitución callejera en la ciudad de México». Debate Feminista (em espanhol). 8: 103–134. JSTOR 42624149. doi:10.22201/cieg.2594066xe.1993.8.1689
- Lamas, Marta (1994). «Cuerpo: diferencia sexual y género». Debate Feminista (em espanhol). 10: 3–31. JSTOR 42624175. doi:10.22201/cieg.2594066xe.1994.10.1792
- com Arias, Ma Antonieta Torres and Garcia, Lourdes Villafuerte (co-autores). ”Primera mesa redonda : algunos enfoques en el estudio de las dimensiones sociales de la sexualidad.” Reflexiones, Sexualidad, Salud y Reproduccion (México) Vol. 01, No. 04, (April, 1995): p. 3-6 (em espanhol). Database: WorldCat
- Lamas, Marta (1996). «Trabajadoras sexuales: del estigma a la conciencia política». Estudios Sociológicos (em espanhol). 14 (40): 33–52. JSTOR 40420925
- Lamas, Marta (1996). «Por un marcaje feminista o lo personal sigue siendo político después de veinticinco años». Debate Feminista (em espanhol). 13: 415–425. JSTOR 42624349. doi:10.22201/cieg.2594066xe.1996.13.319
- Lamas, Marta (1997). «Nuevos valores sexuales». Debate Feminista (em espanhol). 16: 146–149. JSTOR 42624443. doi:10.22201/cieg.2594066xe.1997.16.409
- Lamas, Marta (janeiro de 1997). «The feminist movement and the development of political discourse on voluntary motherhood in Mexico». Reproductive Health Matters (em inglês). 5 (10): 58–67. doi:10.1016/S0968-8080(97)90086-0
- Lamas, Marta (janeiro de 1998). «Scenes from a Mexican Battlefield». NACLA Report on the Americas (em inglês). 31 (4): 17–43. doi:10.1080/10714839.1998.11722782
- «Sexual Politics In Latin America». NACLA Report on the Americas (em inglês). 31 (4). 16 páginas. Janeiro de 1998. doi:10.1080/10714839.1998.11722781
- Lamas, Marta (1998). «Un recuerdo de Marie Langer». Debate Feminista (em espanhol). 17: 327–330. JSTOR 42624489. doi:10.22201/cieg.2594066xe.1998.17.456
- Lamas, Marta (1998). «Por un cambio imprescindible». Debate Feminista (em espanhol). 18: 419–421. JSTOR 42625388
- ”El espacio del ejercicio ciudadano.”  Perinatología y reproducción humana, Vol. 13, No. 1 (janeiro–março de 1999):  pp 104–11 (em espanhol). Database: WorldCat
- "Usos, dificultades y posibilidades de la categoria genero." Papeles de Poblacion (Mexico): No. 01-55, Año 5, No. 21, (1999) Nueva Epoca: pp 147–178 (em espanhol). Database: WorldCat
- Lamas, Marta (1999). «Género, diferencias de sexo y diferencia sexual». Debate Feminista (em espanhol). 20: 84–106. JSTOR 42625720. doi:10.22201/cieg.2594066xe.1999.20.2044
- Lamas, Marta; Bissell, Sharon (janeiro de 2000). «Abortion and politics in Mexico: 'context is all'». Reproductive Health Matters (em inglês). 8 (16): 10–23. PMID 11424237. doi:10.1016/S0968-8080(00)90183-6
- with Ley, Angélica (co-author). “La lucha de los movimientos feministas por despenalizar el aborto en México.” Universidad Nacional Autónoma de México, Centro de Investigaciones Interdisciplinarias en Ciencias y Humanidades, VHS video (2001) (em espanhol). Database: WorldCat
- Lamas, Marta (março de 2001). «Standing Fast In Mexico Protecting Women's Rights in a Hostile Climate An». NACLA Report on the Americas (em inglês). 34 (5): 36–40. doi:10.1080/10714839.2001.11724595
- Lamas, Marta (2001). «De la autoexclusión al radicalismo participativo. Escenas de un proceso feminista». Debate Feminista (em espanhol). 23: 97–124. JSTOR 42624628. doi:10.22201/cieg.2594066xe.2001.23.601
- Lamas, Marta (2002). «El feminismo de Virginia Woolf: el caso de Tres guineas». Debate Feminista (em espanhol). 25: 393–402. JSTOR 42624708. doi:10.22201/cieg.2594066xe.2002.25.649
- "Genero y cultura." La Gaceta del Fondo de Cultura Económica. (México) No. 380, (agosto de 2002):  pp 38–39 (em espanhol). Database: WorldCat
- Liguori, Ana Luisa; Lamas, Marta (janeiro de 2003). «Gender, sexual citizenship and HIV/AIDS». Culture, Health & Sexuality (em inglês). 5 (1): 87–90. doi:10.1080/713804641
- Lamas, Marta (2003). «Aborto, derecho y religión en el siglo XXI». Debate Feminista (em espanhol). 27: 139–164. JSTOR 42624746. doi:10.22201/cieg.2594066xe.2003.27.764
- "La Real Academia y el "género".(la Real Academia Española de la Lengua recomenda suprimir el término género en contenido de ley contra violencia doméstica)." Proceso, (13 de julho de 2005) (em espanhol). Database: amazon.com
- "Por un pluralismo sociocultural.(el fundamentalismo islámico en los Países Bajos)(Ayaan Hirsi Ali, diputada; asesinato del cineasta Theo Van Gogh)." Proceso, (13 de julho de 2005) (em espanhol). Database: amazon.com
- "Compadecer a los políticos.(el papel de los políticos, de acuerdo a principios del autor Hans Magnus Enzensberger)." Proceso, (31 de julho de 2005) (em espanhol). Database: amazon.com
- "El "hiyab": entre el fundamentalismo, la identidad y la laicidad.(controversia política y social por prohibírse a musulmanas portar vestido tradicional en escuelas públicas)." Proceso, (31 de julho de 2005) (em espanhol). Database: amazon.com
- "Ver a través del escándalo.(proceso contra el empresario Carlos Ahumada)(escándalos dentro del Partido de la Revolución Democrática)." Proceso, (31 de julho de 2005) (em espanhol). Database: amazon.com
- Lamas, Marta (2005). «Las bodas gays en España». Debate Feminista (em espanhol). 32: 114–131. JSTOR 42624895. doi:10.22201/cieg.2594066xe.2005.32.1225
- "Las autoridades de Guanajuato violaron la ley al negar un aborto legal. (La Lucha).(se impide a enferma mental violada abortar)."  Fem, (24 de maio de 2006) (em espanhol). Database: amazon.com
- "Deseo de familia y homosexualidad.(celebración de Congreso Mundial de Familias)." Proceso, (27 de junho de 2006) (em espanhol). Database: amazon.com
- "En el camino del bien morir.(Corte de Apelaciones de noveno circuito de Estados Unidos decide que el procurador general no puede enjuiciar a doctores ... estado de Oregon)." Proceso, (27 de junho de 2006) (em espanhol). Database: amazon.com
- "Observatorio sobre la familia.(Seminario de Familias y Democracia)." Proceso, (27 de junho de 2006) (em espanhol). Database: amazon.com
- "Procreación: ¿asunto público o privado?(legalización del aborto)." Proceso, (27 de junho de 2006) (em espanhol). Database: amazon.com
- "La reunión de la CEPAL.(Conferencia Regional sobre la Mujer)." Proceso, (27 de junho de 2006) (em espanhol). Database: amazon.com
- "El servicio civil de carrera." Proceso, (27 de junho de 2006) (em espanhol). Database: amazon.com
- "Cuando uno no puede hablar, entonces debe escribir." Proceso, (28 de junho de 2006) (em espanhol). Database: amazon.com
- "Génesis de la criminalidad.(La génesis del crimen en México, ensayo de Julio Guerrero; comentarios sobre el crimen en México)."  Proceso, (28 de junho de 2006) (em espanhol). Database: amazon.com
- Lamas, Marta (2007). «Bachelet: un año de gobierno». Debate Feminista (em espanhol). 35: 158–160. JSTOR 42624980
- "El aborto en la agenda del desarrollo en América Latina" Perfiles Latinoamericanos (México) Vol. 16, No. 31, (janeiro–junho dde 2008): pp 65–94 (em espanhol). Database: WorldCat
- Lamas, Marta (junho de 2008). «El aborto en la agenda del desarrollo en América Latina» [The Abortion Issue in the Development Agenda of Latin American]. Perfiles Latinoamericanos (em espanhol). 16 (31): 65–93
- Lamas, Marta (2009). «La despenalización del aborto en México». Nueva Sociedad (em espanhol). 220: 154–172,218
- Lamas, Marta (2009). «El fenómeno trans». Debate Feminista (em espanhol). 39: 3–13. JSTOR 42625541. doi:10.22201/cieg.2594066xe.2009.39.1414
- Lamas, Marta (2009). «Los pasos, las poses y los pisos». Debate Feminista (em espanhol). 40: 13–22. JSTOR 42625112. doi:10.22201/cieg.2594066xe.2009.40.1436
- Guerreiro, Sofia; Lamas, Marta; Candeias, Henrique; Eusébio, Rosário; Rocha, Vítor (janeiro de 2014). «The non-recurrent laryngeal nerve: An anatomical 'trap'». Revista Portuguesa de Endocrinologia, Diabetes e Metabolismo (em inglês). 9 (1): 84–87. doi:10.1016/j.rpedm.2014.05.001
- Lamas, Marta (janeiro de 2013). «Intrusas en la Universidad» [Intruders at the University]. Perfiles Educativos (em espanhol). 35 (141): 196–199
- Lamas, Marta (fevereiro de 2014). «Entre el estigma y la ley: La interrupción legal del embarazo en el DF» [Between the stigma and the law. Legal abortion in Mexico City]. Salud Pública de México (em espanhol). 56 (1): 56–62. doi:10.21149/spm.v56i1.7323
- "Nestora Salgado: cautiverio injusto." Proceso, (30 de abril de 2014) (em espanhol). Database: amazon.com
- "De sirvientas a empleadas." Proceso, (9 de maio de 2014) (em espanhol). Database: amazon.com
- "Regulación del comercio sexual." Proceso, (13 de maio de 2014) (em espanhol). Database: amazon.com
- "Las taquilleras del Metro." Proceso, (2 de agosto de 2014) (em espanhol). Database: amazon.com
- "¿Prostitución, trata o trabajo?" Nexos, (1 de setembro de 2014) (em espanhol). Database: nexos.com.mx
- "El legado de Elena.(Elena Poniatowska recibe el Premio Cervantes)." Proceso, (10 de setembro de 2014) (em espanhol). Database: amazon.com
- "Y en México, Á cuándo?(nueva política laboral sobre la regulación del salario para los trabajadores domésticos en Brasil)." Proceso, (20 de setembro de  2014) (em espanhol). Database: amazon.com
- "Nestora sigue presa.(represalias políticas contra Nestora Salgado, jefa de la Policía Comunitaria de Olinalá)." Proceso, (24 de setembro de 2014) (em espanhol). Database: amazon.com
- "Madres pobres y ricas.(el aborto en la política mexicana)." Proceso, (1 de outubro de 2014) (em espanhol). Database: amazon.com
- "Feminicidios y academia.(conferencia del Centro de Investigaciones Interdisciplinarias en Ciencias y Humanidades y el Programa Universitario de Estudios de Género de la UNAM)." Proceso, (7 de novembro de 2014) (em espanhol). Database: amazon.com
- "Hacia una reforma escandalosa.(protección del feto y el derecho a la vida en México)." Proceso, (12 de novembro de 2014) (em espanhol). Database: amazon.com
- "Dignidad del trabajo en el hogar.(derechos laborales de trabajadores domésticos)." Proceso, (14 de novembro de 2014) (em espanhol). Database: amazon.com
- "Cine de mujeres." Proceso, (25 de novembro de 2014) (em espanhol). Database: amazon.com
- "Furia y venganza por Ayotzinapa." Proceso, (25 de novembro de 2014) (em espanhol). Database: amazon.com
- "Mujeres y política neoliberal." Proceso, (11 de dezembro de 2014) (em espanhol). Database: amazon.com
- "Paridad y conciliación.(A toda Madre! Una Mirada Multidisciplinaria a las Maternidades en México, seminario)(mujeres que postergan el embarazo para ... profesionalmente)." Proceso, (8 de janeiro de  2015) (em espanhol). Database: amazon.com
- "Retóricas de la Intransigencia." Proceso, (27 de janeiro de 2015) (em espanhol). Database: amazon.com